# 里奥杜斯印第乌斯
里奥杜斯印第乌斯是巴西南大河州的一个市镇。总面积236.966平方公里，总人口4202人，人口密度17.7人/平方公里。